# Równanie Avramiego

Dwa etapy krystalizacji. Wyżej – etap swobodnej krystalizacji, niżej etap pokrywania się sferolitów.
α – faza macierzysta (początkowa)
β – sferolit fazy końcowej (wykrystalizowanej)
N – zarodek, wokół którego zacznie narastać sferolit

Równanie Avramiego – równanie opisujące kinetykę izotermicznej krystalizacji sferolitycznej. Charakteryzuje ono zmianę w czasie ułamka wykrystalizowanej (lub niewykrystalizowanej) substancji w stosunku do całości substancji. Zostało ono sformułowane pod koniec lat trzydziestych XX w. w różnych postaciach, niezależnie przez kilku badaczy, ale spopularyzował je Melvin Avrami, dlatego nazywane jest jego imieniem.

## Ogólne sformułowanie równania
Ogólnie równanie to można zapisać w postaci
{\displaystyle \chi (t)=e^{-At^{n+1}},}
gdzie:
{\displaystyle \chi (t)} – ułamek substancji, która jeszcze nie wykrystalizowała do chwili t,
A – stała zależna od parametrów krystalizacji,
n – wymiar przestrzeni dostępnej do krystalizacji,
t – czas liczony jest od momentu rozpoczęcia krystalizacji.
Często stosuje się równanie na ułamek wykrystalizowanej substancji, czyli
{\displaystyle \kappa (t)=1-\chi (t).}

## Równanie Avramiego dla ustalonego wymiaru przestrzeni
Dokładna postać równania zależy od tego w jakiej przestrzeni zachodzi krystalizacja – czy jest to krystalizacja swobodna w przestrzeni 3-wymiarowej, czy w jakiś sposób ograniczona. Wymiar dostępnej przestrzeni ma wpływ między innymi na parametry krystalizacji.

### Parametry krystalizacji sferolitycznej
Dla określenia kinetyki wzrostu sferolitów istotne są dwa parametry
- częstość nukleacji{\displaystyle {\dot {N}},} jednostka zależy od wymiarowości
- prędkość wzrostu sferolitów {\displaystyle {\dot {G}}} mierzona zwykle w μm/s.

Obie te wielkości zależą od rodzaju substancji i od temperatury. Dlatego dla ustalonej substancji i dla krystalizacji izotermicznej można uznać je za stałe.

### Swobodna krystalizacja w trzech wymiarach
Gdy do krystalizacji dostępne są wszystkie trzy wymiary (krystalizacja w objętości), wówczas stała A ma postać
{\displaystyle A_{V}={\frac {2}{3}}\pi {\dot {N}}_{V}G^{3},}
gdzie {\displaystyle {\dot {N}}_{V}} jest przestrzenną częstością nukleacji, czyli liczbą nowych zarodków pojawiających się w ciągu sekundy w jednostce objętości.
Równanie Avramiego w tym przypadku będzie miało zatem postać
{\displaystyle \chi (t)=\exp \left(-{\frac {2}{3}}\pi {\dot {N}}_{V}G^{3}t^{4}\right).}

### Krystalizacja dwuwymiarowa
Krystalizacja taka występuje wówczas, gdy krystalizujący materiał ma postać cienkiej warstwy, np. ciecz krystalizująca pomiędzy dwoma szklanymi płytkami. Kryterium decydującym o tym, czy warstwa jest dostatecznie cienka, aby można było uznać krystalizację za dwuwymiarową, jest warunek aby jej grubość była dużo mniejsza od średniego rozmiaru sferolitu. Teraz stałą A wyraża wzór
{\displaystyle A_{S}={\frac {2}{3}}\pi {\dot {N}}_{S}G^{2}.}
W tym przypadku {\displaystyle {\dot {N}}_{S}} jest częstością nukleacji powierzchniową, czyli liczbą nowych zarodków pojawiających się w ciągu sekundy w jednostce powierzchni próbki.
Równanie Avramiego w tym przypadku będzie miało zatem postać
{\displaystyle \chi (t)=\exp \left(-{\frac {2}{3}}\pi {\dot {N}}_{S}G^{2}t^{3}\right).}

## Problem wymiarowości nukleacji
Podczas doświadczalnego badania nukleacji określonych próbek w zadanej geometrii, z równania Avramiego często wynika ułamkowa wymiarowość krystalizacji (zwykle wymiarowość n ma wartość pośrednią między 2 i 3). Dzieje się tak wówczas, gdy grubość próbki jest porównywalna ze średnim promieniem sferolitu. Podobnie, gdy krystalizacja zachodzi w kapilarze, n może osiągać wartości między 1 i 2.